# Zhang Yanquan
Zhang Yanquan (Cantão (China), 13 de junho de 1994) é um saltador chinês, campeão olímpico. 

## Carreira

### Londres 2012
Zhang Yanquan representou seu país nos Jogos Olímpicos de Verão de 2012, na qual conquistou uma medalha de ouro, na plataforma sincronizada com Cao Yuan. 